# Gobioides broussonnetii
Espèce
Statut de conservation UICN

 LC  : Préoccupation mineure
Gobioides broussonnetii, le Gobie violet est une espèce de poissons du genre Gobioides et de la famille des Gobiidae.

## Répartition et habitat
Cette espèce vit dans l'océan Atlantique près des côtes de l'Amérique du Sud de la Géorgie au Brésil, les côtes de la Colombie et du Venezuela.
Cette espèce démersale vit dans les fonds boueux des baies et des estuaires. Elle peut aussi vivre en eau douce.

## Description
Cette espèce de gobies mesure 50 centimètres au maximum.

## Alimentation
Le gobie violet se nourrit de petits invertébrés qu'il filtre avec son énorme gueule.

## Comportement
Comme beaucoup de gobies, l'espèce ici présente vit au niveau du sol et aime se cacher, se retirer dans des trous et cachettes en tous genres.

## Au Zoo
L'Aquarium du palais de la Porte Dorée détient un petit groupe de Gobioides broussonnetii.(11/2014) Ils sont maintenus dans une grande cuve. Pas farouches et aisément observables lors de la promenade de l'Aquarium.

## Galerie

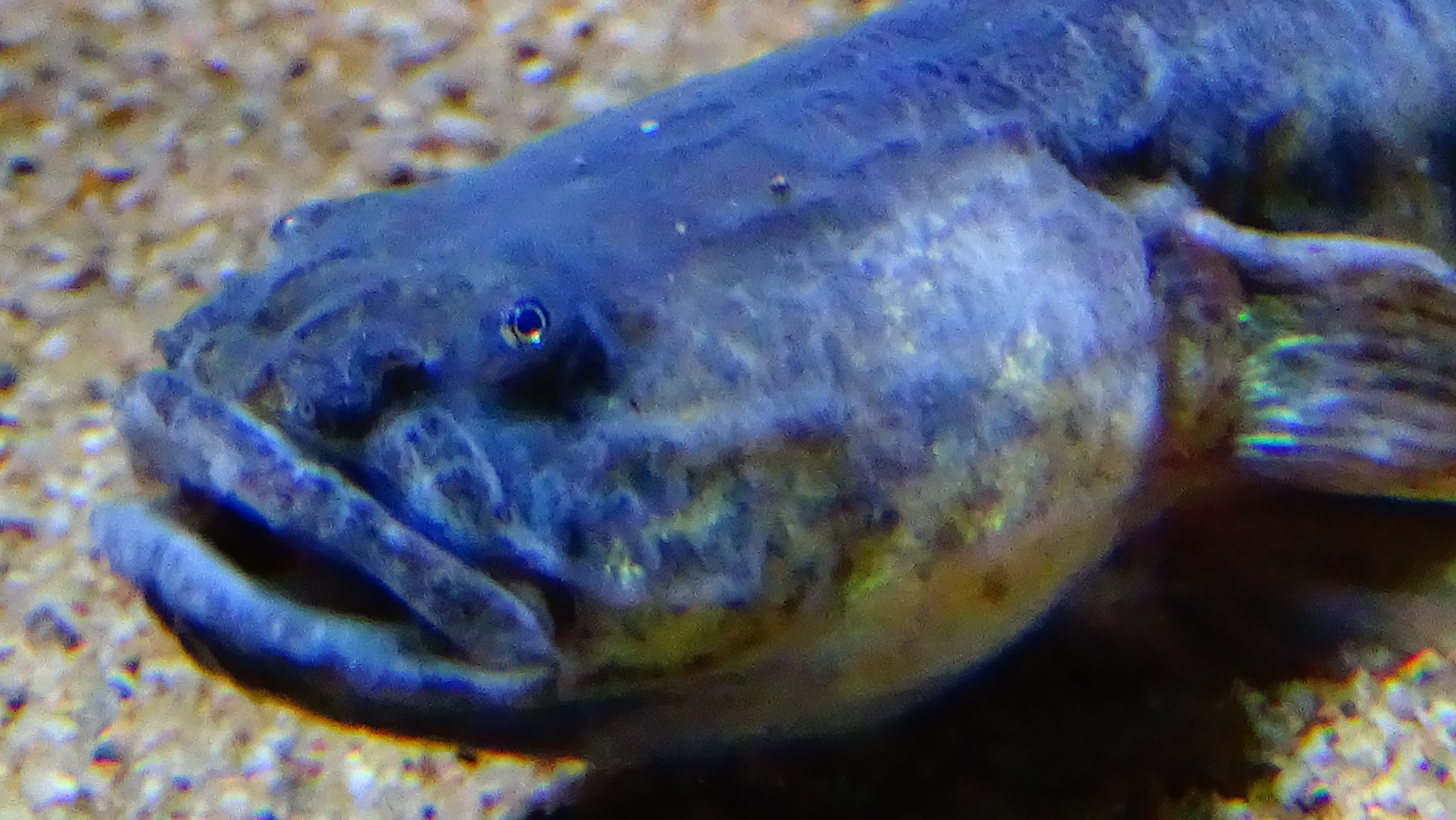
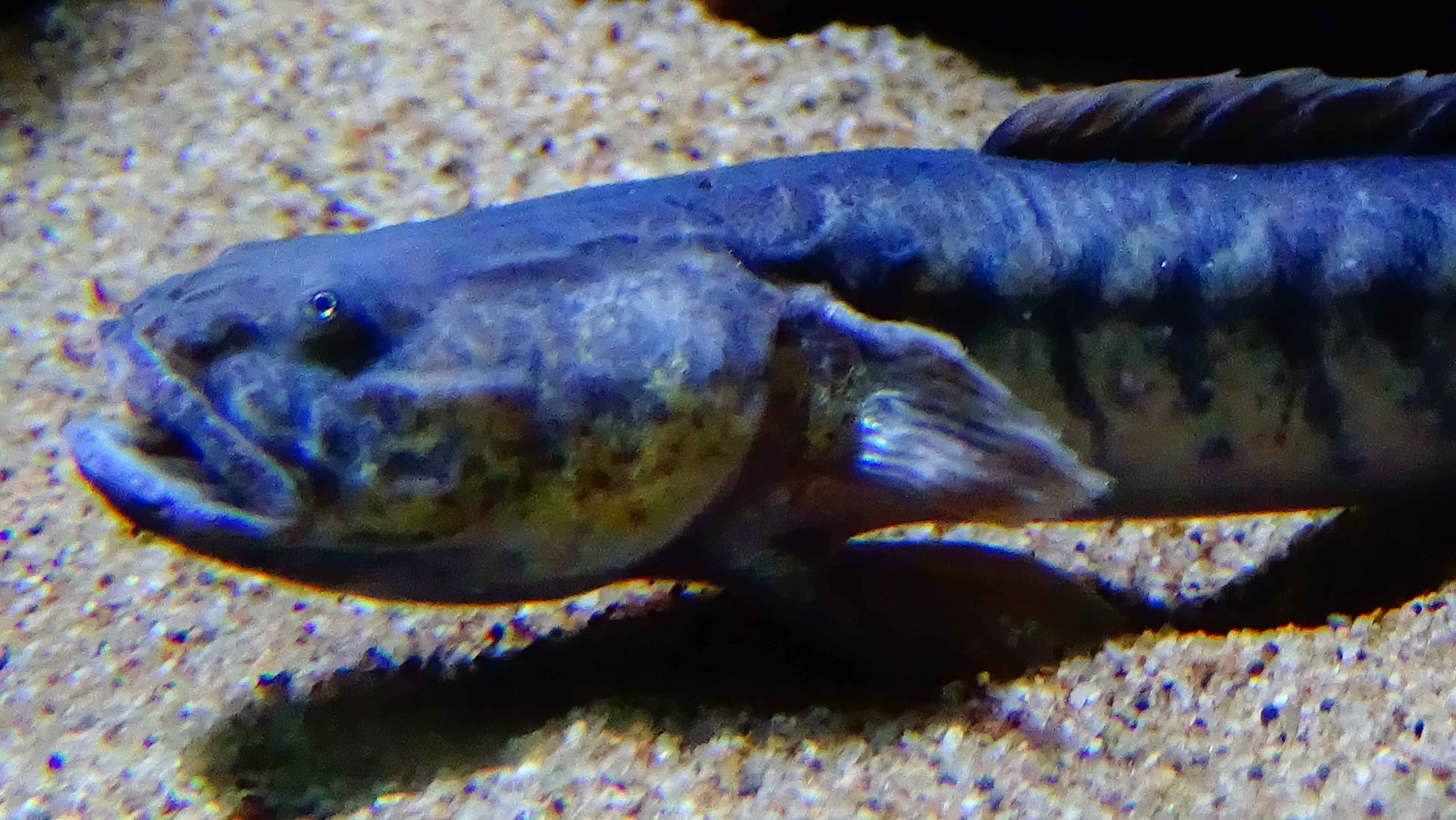
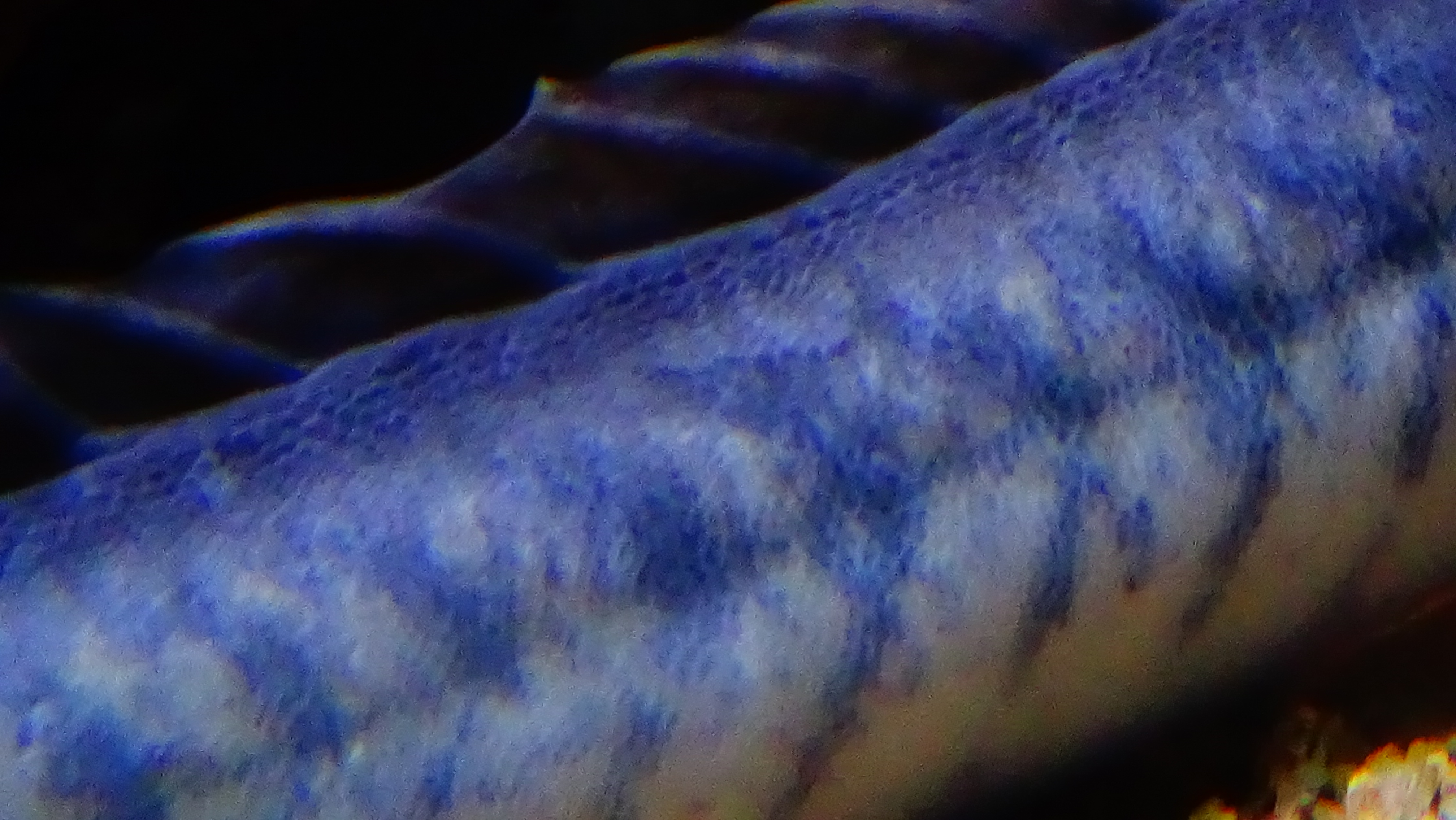
Section du corps
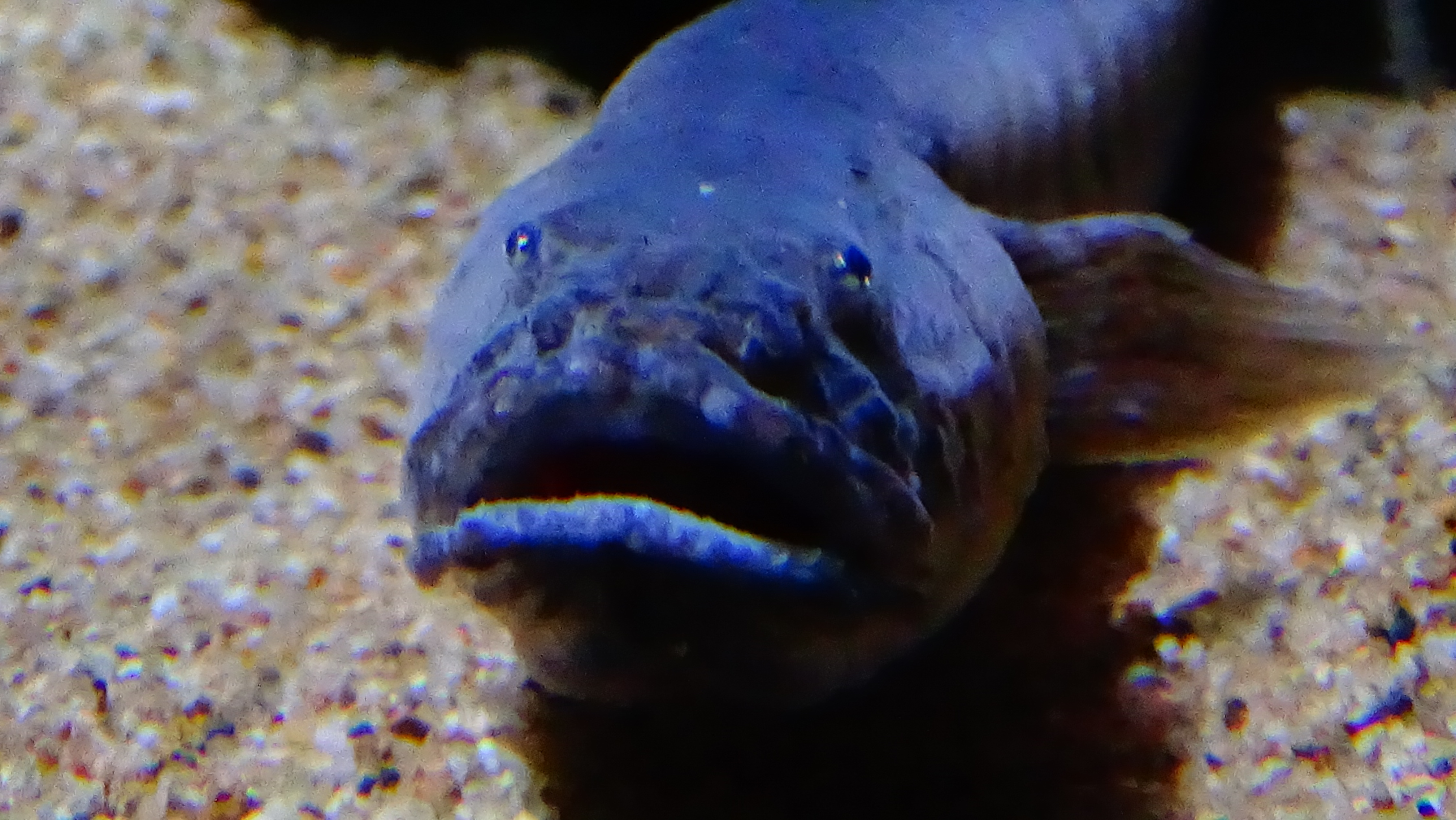
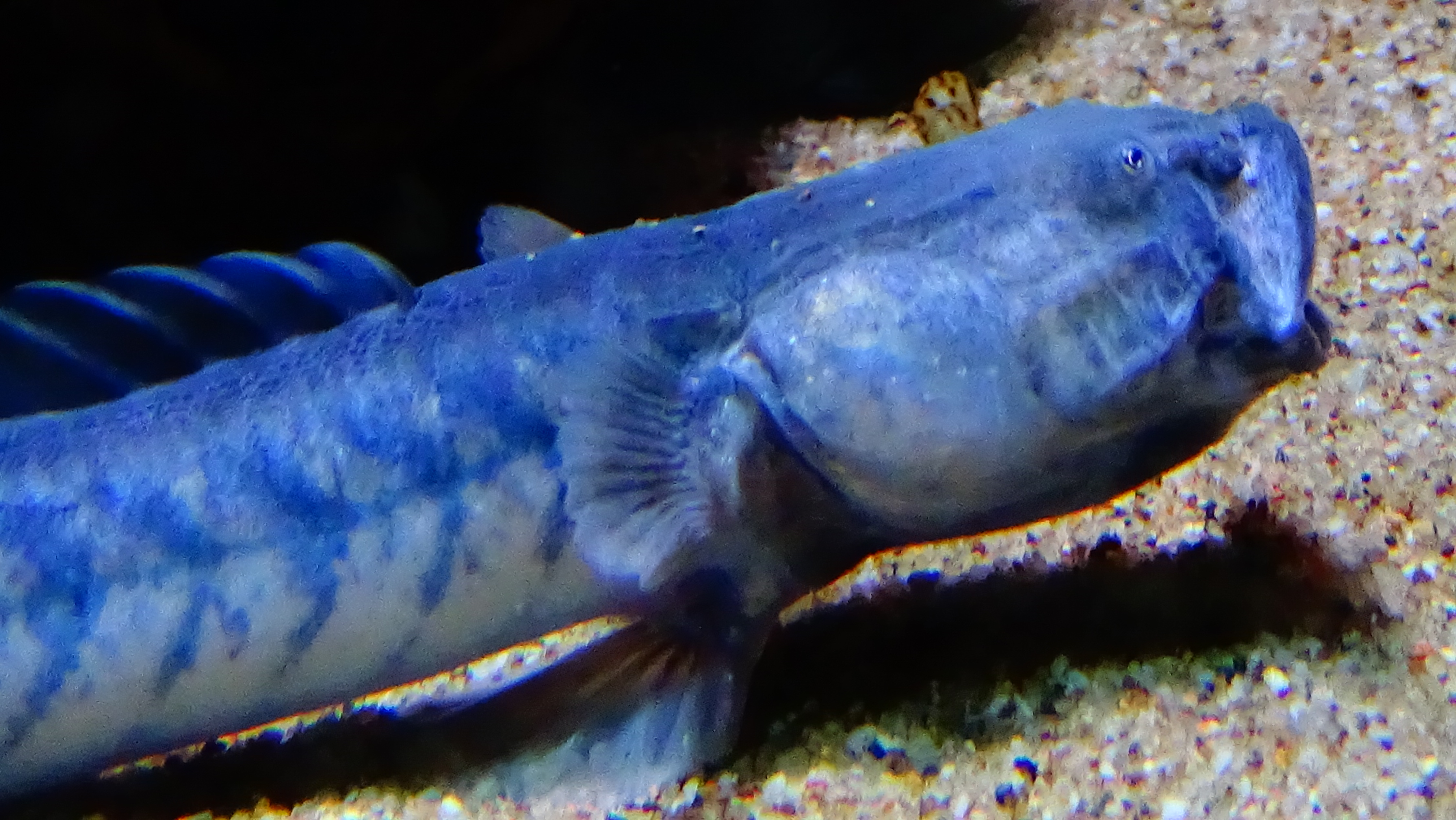
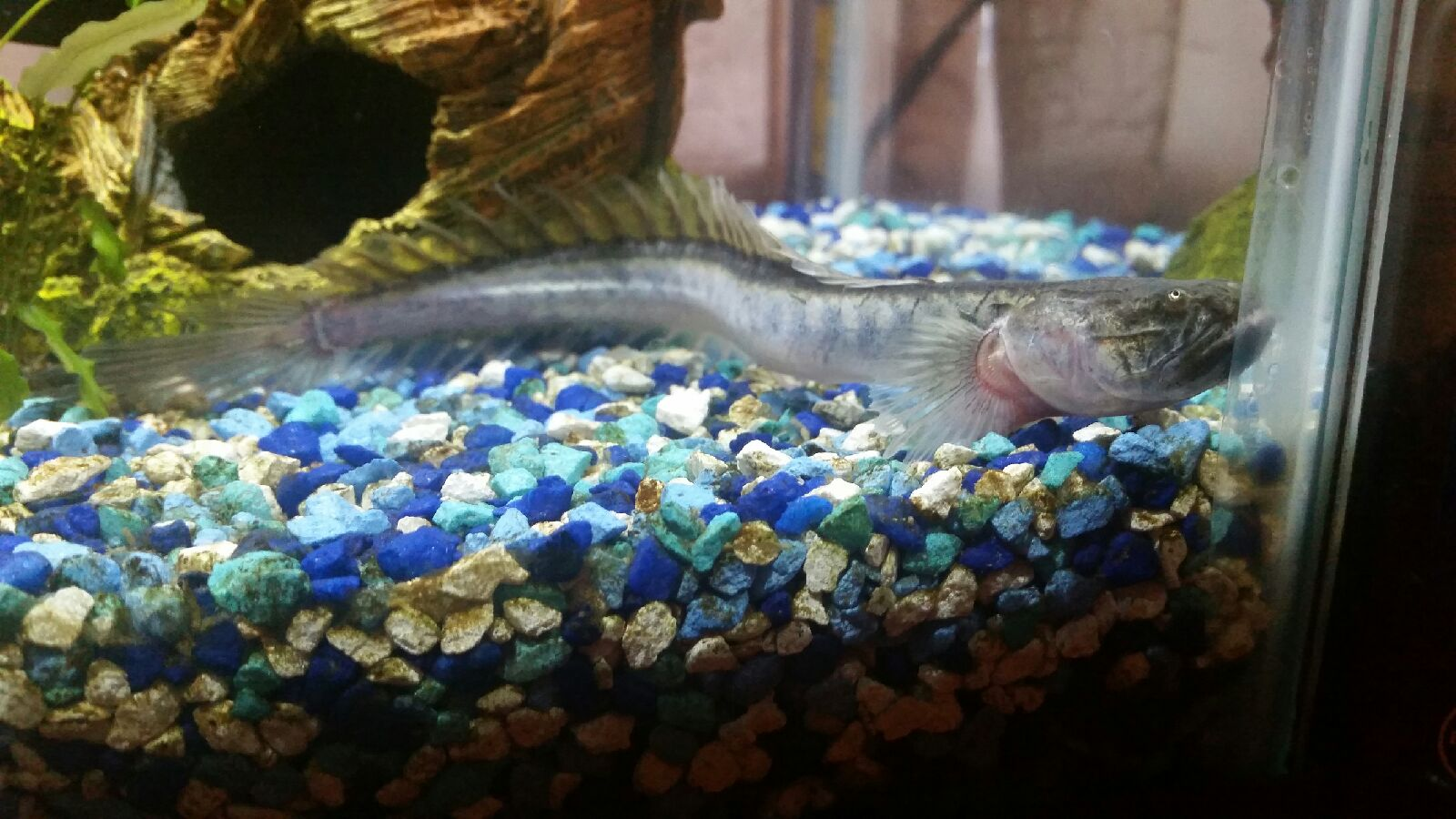
Jeune en aquarium